# Stefan Antoni Dembiński
Stefan Antoni Dembiński herbu Nieczuja, ps. „Andrzej”, „Antoni”, „56”, „Andrzej Zaklika” (ur. 1 lipca 1901 w Szyszczycach, zm. 21 grudnia 1974 w Warszawie) – kapitan rezerwy artylerii Wojska Polskiego, kawaler Orderu Virtuti Militari.

## Życiorys
Był synem Stefana (architekt i właściciel ziemski) oraz Marii z domu Czetwertyńskiej. Uczył się od 1913 w Benediktiner Institut w Ettal koło Monachium. W 1914  po wybuchu I wojny światowej powrócił do kraju, do rodziców, i od 1915 uczęszczał do Gimnazjum Filologicznego im. św. Stanisława Kostki w Warszawie, w którym w czerwcu 1920 otrzymał świadectwo dojrzałości. Od tego samego miesiąca służył ochotniczo w Wojsku Polskim, początkowo w 4 dywizjonie artylerii konnej. Od 1 grudnia 1920 do 18 marca 1921 był słuchaczem III Kursu Szkoły Podchorążych Artylerii w Poznaniu (Grupa Rezerwy). W maju 1921 został zdemobilizowany. 5 sierpnia 1922 został mianowany podporucznikiem z dniem 1 kwietnia 1922 i 36. lokatą w korpusie oficerów rezerwy artylerii.
Po zwolnieniu z wojska rozpoczął studia na Wydziale Rolnym Uniwersytetu Poznańskiego i w 1930 uzyskał dyplom inżyniera rolnika. Pracował jednocześnie od 1924 jako urzędnik, a później od 1926 był kierownikiem krochmalni i gorzelni w Nosalewie w Poznańskiem. W roku 1931 został dyrektorem cegielni Białaczowskich Zakładów Ceramicznych. Zarządzał równocześnie mieszczącym się w Białaczowie w powiecie opoczyńskim majątkiem swojego wuja Zygmunta Broel-Platera.
W kampanii wrześniowej 1939 adiutant, a następnie od 11 września p.o. dowódcy 2 dywizjonu haubic 4 pułku artylerii ciężkiej w 8 Dywizji Piechoty  Uczestniczył w obronie Modlina. Wzięty do niewoli niemieckiej po kapitulacji twierdzy. 20 października został zwolniony z obozu jenieckiego w Działdowie.
W czasie okupacji niemieckiej od 1940 był w Warszawie przedstawicielem firmy „Solvay”. Od lutego tego roku w konspiracji. Był w składzie Kapitanatu „Muszkieterów”, w którym później objął funkcję II zastępcy Stefana Witkowskiego. Nadzorował jednocześnie działalność kierowanego przez Kazimierza Leskiego kontrwywiadu tej organizacji. Uczestnik rozmów z kolejnymi szefami Oddziału II KG ZWZ–AK, ppłk. Wacławem Berka i ppłk. Marianem Drobikiem, w których przyczynił się do przejścia poważnej liczby oficerów z „Muszkieterów” do Armii Krajowej. W sierpniu 1942 po rozwiązaniu „Muszkieterów” sam również to uczynił i od września w stopniu porucznika rezerwy rozpoczął kierowanie referatem „992” (Biuro Studiów) kontrwywiadu Oddziału II KG AK. Rozkazem L.400/BP z 25 lipca 1944 roku mianowany kapitanem rezerwy ze starszeństwem z dniem 3 maja tego roku.
W powstaniu warszawskim dzięki dobrej znajomości języka niemieckiego uratował życie szeregu osób. Wraz ze swoim kuzynem Stefanem Tarnowskim zdołał otoczyć opieką i ocalić około 250 osób zgromadzonych w kilku willach w okolicy ul. Filtrowej
Po zakończeniu wojny był urzędnikiem Wojewódzkiego Urzędu Ziemskiego w Łodzi. Pracował również od końca 1945 w różnych firmach chemicznych: m.in. jako kierownik Mechanicznej Wytwórni Papierów Impregnowanych w Łodzi w latach 1948–1950. Artysta–rysownik w Muzeum Archeologicznym w Łodzi od 1950, a w Państwowym Muzeum Archeologicznym w Warszawie od 1951. 27 marca 1954 został aresztowany i skazany na 3 lata więzienia wyrokiem Sądu Wojewódzkiego dla m.st. Warszawy z dnia 1 lutego 1955. Zwolniony w 1956 i postanowieniem Sądu Najwyższego z 12 lutego 1957 zrehabilitowany. Powrócił do pracy w Państwowym Muzeum Archeologicznym. Przewodniczący sekcji muzealnej Zarządu Okręgowego Związku Zawodowego Pracowników Kultury i Sztuki. Na emeryturze od 1968. Zmarł w Warszawie 21 grudnia 1974.

## Ordery i odznaczenia
Za swą służbę otrzymał odznaczenia:
- Krzyż Srebrny Orderu Wojskowego Virtuti Militari – 1922[8]
- Krzyż Walecznych – 1921
- Medal Pamiątkowy za Wojnę 1918–1921